# Walter Krüger (militare 1890)
Walter Krüger (Strasburgo, 27 febbraio 1890 – Liepāja, 22 maggio 1945) è stato un generale tedesco delle Waffen-SS. Decorato con la croce di cavaliere della croce di ferro con Fronde di Quercia e Spade, si suicidò al termine della seconda guerra mondiale.

## Biografia
Durante l'Operazione Barbarossa comandava la 4. SS-Polizei-Panzergrenadier-Division che combatté sul fronte di Leningrado. Krüger divenne comandante della 2. SS-Panzer-Division "Das Reich" nel marzo 1943. Dopo di che divenne ispettore generale delle truppe di fanteria delle Waffen-SS. Assunse il comando della neonata legione lettone delle Waffen-SS nel luglio 1944. Il 22 maggio 1945 si suicidò nella Sacca di Curlandia per non finire nelle mani dei sovietici.
Suo fratello minore era l'altro generale delle Waffen-SS Friedrich Wilhelm Krüger.